# کیان نصیری
کیان نصیری (انگلیسی: Kiyan Nassiri؛ زادهٔ ۱۷ نوامبر ۲۰۰۰) بازیکن فوتبال اهل هند و ایرانی تبار است.

## زندگی شخصی
وی فرزند جمشید نصیری، بازیکن فوتبال پیشین اهل ایران است.